# Ministerstvo státní bezpečnosti Čínské lidové republiky
Ministerstvo státní bezpečnosti Čínské lidové republiky (čínsky v českém přepisu Čung-chua žen-min kung-che-kuo kuo-ťia an-čchüan pu, pchin-jinem Zhōnghuá Rénmín Gònghéguó Guójiā Ānquán Bù, znaky zjednodušené 中华人民共和国国家安全部, tradiční 中華人民共和國國家安全部) je orgán Státní rady Čínské lidové republiky a čínská civilní zpravodajská a bezpečnostní služba. Ministerstvo státní bezpečnosti plní funkce jak rozvědky, tak kontrarozvědky, přičemž jeho hlavním úkolem je zajištění domácí stability a udržení moci Komunistické strany Číny.
V čele ministerstva stojí ministr státní bezpečnosti. Post od 6. listopadu 2016 zastával Čchen Wen-čching, od 30. října 2022 je ministrem Čchen I-sin.